# Национальный университет Самоа
Национальный университет Самоа (англ. National University of Samoa, сокращённо — NUS) — высшее учебное заведение, расположенное в городе Апиа, в Самоа. Университет был основан в 1984 году и в настоящее время занимает кампуса, которые построены при финансировании правительства Японии. По окончании обучения он выдаёт сертификаты, дипломы, степени бакалавра, также в университете имеются курсы технической и профессиональной подготовки.

## История
Создание Национального университета Самоа было утверждено в 1984 году актом парламента. В 1987 году университет начал обучать бакалавров педагогики. Спустя год была введена степень бакалавра искусств. В 1990 году состоялся первый выпуск по обеим программам. Вскоре были открыты факультеты коммерции и наук.

## Факультеты
- Факультет гуманитарных наук
- Факультет бизнеса и предпринимательства
- Педагогический факультет
- Медицинский факультет
- Факультет естественных наук
- Школа бизнеса и общих исследований
- Инженерная школа
- Школа морского обучения